# Murder Tunes & Broken Bones
Murder Tunes & Broken Bones è un doppio DVD degli Extrema, pubblicato nel giugno 2007. Il primo disco non è altro che la versione video del disco dal vivo Raisin' Hell With Friends, il primo album live della band, pubblicato nel maggio 2007, nel quale sono racchiuse le immagini del concerto tenutosi al Rolling Stone di Milano il 4 febbraio 2006, dove si è registrata grande affluenza di pubblico. Il secondo disco invece è la storia di 20 anni di massacro collettivo, che comprende moltissimi video datati, dove si vede il gruppo alle prime armi. Si passa anche per il concerto nel quale gli Extrema hanno fatto da apertura ai Metallica allo Stadio delle Alpi di Torino e si conclude con le immagini del loro ultimo album Set the World on Fire.

## Tracce

### DVD 1
1. In Gods Mercy
2. New World Disorder
3. Second Coming
4. Displaced
5. The Positive Pressure
6. Generation
7. Six, Six, Six, Is Like Sex, Sex, Sex
8. Set the World on Fire
9. All Around
10. Nature
11. Stupid White Men
12. Child O' Boogaow
13. Road Pirates
14. Restless Soul
15. Malice and Dynamite
16. Money Talks
17. This Toy
18. Wannabe
19. Join Hands
20. Ace of Spades
21. The Complete Extrema Videos

### DVD 2
1. 20 anni di massacro collettivo
2. Live in Nova Gorica 16 marzo 1990
3. Live in Torino at Delle Alpi Stadium 22 giugno 1993
4. Live at The Tattoo the Planet 17 ottobre 2001
5. Live in Bologna at the Flippaut Festival 12 giugno 2004